# Malado Kaba
Malado Kaba (ur. 22 marca 1971 w Monrovii w Liberii) – ekonomistka z Gwinei, pierwsza kobieta na stanowisku Ministra Gospodarki i Finansów Gwinei (2016–2018).

## Życiorys
Miała 3 miesiące, gdy rodzice przeprowadzili się z Monrovii do Francji. Dzieciństwo i młodość spędziła w Paryżu i na jego przedmieściach. Uczęszczała do liceum im. Honoré de Balzaca w Paryżu, które ukończyła w 1989. Studiowała na Uniwersytecie Paryskim. W 1994 uzyskała dyplom z ekonomii rozwoju oraz ekonomii międzynarodowej. Zna biegle niemiecki, co potwierdza certyfikat Instytutu Goethego.
Odbyła staż we francuskim Ministerstwie Spraw Zagranicznych. Następnie, w latach 1996–1999, była doradczynią w Ministerstwie Gospodarki i Finansów Gwinei. W 1999 została zatrudniona w Komisji Europejskiej. W latach 2004–2006 pracowała na Jamajce w ramach misji specjalnej departamentów gospodarczych delegatur Unii Europejskiej. Od 2009 nadzorowała analizę partnerstwa Komisji Europejskiej z RPA w zakresie makroekonomii i przejrzystości budżetu. W czasie pracy w Pretorii związała się z Tony Blair Institute for Global Change. Od 2014 przez 1,5 roku była dyrektorką krajową Africa Governance Initiative (oddziału fundacji w Gwinei). W dniu 6 stycznia 2016 została mianowana Ministrem Finansów Gwinei jako pierwsza kobieta na tym stanowisku i jedna z siedmiu członkiń rządu. W grudniu 2017 magazyn „FinancialAfrik” uznał ją jedną z 10 najlepszych ministrów finansów w Afryce. W listopadzie 2019 otrzymała nagrodę AllAfrica Women Agenda’s (AWA) w kategorii administracja publiczna i dobre rządzenie. Jest dyrektorką zarządzającą w Falémé Conseil, firmie konsultingowej świadczącej usługi doradcze dla organizacji publicznych i prywatnych. W 2020 została członkinią inauguracyjnej klasy Liderów Amujae Centrum Prezydenckiego ds. Kobiet i Rozwoju Ellen Johnson Sirleaf, założonego przez byłą prezydent Liberii Ellen Johnson Sirleaf. Inicjatywa ma za zadanie zwiększenie reprezentacji i wsparcie kobiet w przywództwie publicznym w Afryce. W listopadzie 2021 została stypendystką bez rezydentury w Centre for Global Development, amerykańskim think tanku.